# قرار مجلس الأمن التابع للأمم المتحدة رقم 467
قرار مجلس الأمن التابع للأمم المتحدة رقم 467، الذي اعتمد في 24 أبريل 1980، بعد إطلاعه على تقرير الأمين العام وإذ يشير إلى القرارات 425 (1978)، 426 (1978)، 427 (1978)، 434 (1978)، 444 (1979)، 450 (1979) و459 (1979)، أعاد المجلس التأكيد على القرارات السالفة الذكر التي تُفصل ولاية قوة الأمم المتحدة المؤقتة في لبنان (اليونيفيل) وأدان جميع الأعمال المخالفة للقرارات.
وأخيرًا، دعا القرار إلى عقد اجتماع للجان الهدنة المختلطة، وطلب إلى الأمين العام أن يرصد التقدم الذي تحرزه اللجان ووقف الأعمال العدائية. ومضى المجلس إلى إدانة التدخل العسكري لإسرائيل في لبنان، وجميع أعمال العدوان في انتهاك لاتفاق الهدنة العامة وتجاه القوة، لا سيما بعد قصف مقرها. وفي ضوء ذلك، أشاد القرار بالقوة المؤقتة لممارستها ضبط النفس وذكرها بأنها يمكن أن تستخدم الدفاع عن النفس بموجب أحكام معينة من ولايتها.
اعتمد القرار بأغلبية 12 صوتًا مقابل لا شيء و‌امتناع ألمانيا الشرقية، و‌الاتحاد السوفيتي والولايات المتحدة عن التصويت.